# تجدیدنظرطلبی
تجدیدنظرطلبی (به انگلیسی: revisionism) مترادف با «بازنگرش‌گری» ایده‌ها، اصول و نظریه‌های مختلفی را بازنمایی می‌کند که بر بازنگری در مارکسیسم مبتنی شده‌باشند. منتقدان آن‌ها بر این باور هستند که این امر مستلزم تجدیدنظر قابل توجهی در نظریه‌ها و مقدمات اساسی مارکسیستی است و معمولاً برقراری اتحاد با طبقهٔ بورژوا را هم دربرمی‌گیرد. نویسندگان دانشگاهی از واژهٔ رویزیونیسم عمدتاً برای توصیف نویسندگان پس از استالین و اروپای شرقی استفاده کرده‌اند که از حکومت تک‌حزبی انتقاد کرده و در دفاع از آزادی مطبوعات و هنر، دموکراسی درون‌حزبی و گاهی بین‌حزبی، اتحادیه‌های کارگری مستقل، الغای امتیازات بوروکراتیک و تبعیت پلیس از قوهٔ قضائیه استدلال می‌آوردند.
ریویزیونیسم در اصل عنوانی بود برای نظریه‌ها و روش‌های سیاسی سوسیالیست‌هایی که در اواخر قرن نوزدهم و سرآغاز قرن بیستم در برخی از نظریه‌های کارل مارکس در مورد نبرد طبقاتی و آیندهٔ جامعهٔ سرمایه‌داری بازنگریستند و به جای انقلاب‌خواهی هوادار تحول آرام از سرمایه‌داری به سوسیالیسم شدند. سرسلسلهٔ بازنگرش‌گران، روزنامه‌نویس سوسیالیست آلمانی، ادوارد برنشتاین بود و در انگلستان سیدنی و بئاتریس وب، جرج برنارد شاو، گراهام والاس و گروهی دیگر جامعهٔ سوسیالیست‌های فابین (فابیانیسم) را به وجود آوردند که بخشی از برداشت‌های ایدئولوژیک آن بر اساس انتقاد از اقتصاد سیاسی مارکس بود.
اصول انتقادهای تجدیدنظرطلبان از مارکسیسم این‌ها است:
1. نابودی سیستم سرمایه‌داری با شتابی که مارکس پیش‌بینی می‌کرد روی نداده و نزدیک هم نیست.
2. مبارزهٔ طبقاتی، چنان‌که مارکس پیش‌بینی می‌کرد، گسترش نیافته و طبقهٔ میانه به هیچ‌وجه از صحنهٔ جامعه ناپدید نشده و به عکس، رشد کرده‌است.
3. تمرکز صنعت و سرمایه بسیار کندتر و نامنظم‌تر از آن پیش رفته که مارکس پیش‌بینی می‌کرده‌است.
4. زیر فشار طبقهٔ کارگر گرایش اجتماعی در جهت کاهش بهره‌کشی از کارگران است و کوشش تولیدکنندگان و مصرف‌کنندگان اندک اندک موجب بالا رفتن سطح زندگی طبقهٔ کارگر شده‌است.
5. سرانجام، در پیشرفت آرام امکان کامیابی بیشتری وجود دارد، تا در خشونت ناگهانی.

در گفتار مارکسیستی، رویزیونیسم اغلب دارای دلالتی تنزل‌دهنده است و این اصطلاح توسط جناح‌های مختلف استفاده شده‌است. این اصطلاح معمولاً برای توصیف دیگران به کار می‌رود و استفاده از آن به عنوان توصیفی از خود به‌ندرت اتفاق افتاده‌است. به‌صورتی گسترده‌تر، افرادی که خود را مبارز علیه رویزیونیسم می‌دانند، اغلب خود را ضدرویزیونیست معرفی می‌کنند. رویزیونیسم غالباً توسط آن دسته از مارکسیست‌هایی که معتقدند چنین تجدیدنظرهایی ناموجه و نشان‌دهندهٔ تضعیف یا کنار گذاشتن مارکسیسم هستند، به عنوان یک لقب استفاده می‌شود - که یکی از این نمونه‌های رایج نفی تضاد طبقاتی است.